# UFC 213
UFC 213: Romero vs. Whittaker（ユーエフシー・ツーサーティーン：ロメロ・バーサス・ウィテカー）は、アメリカ合衆国の総合格闘技団体「UFC」の大会の一つ。2017年7月8日、ネバダ州ラスベガスのT-モバイル・アリーナで開催された。

## 大会概要
「UFCインターナショナル・ファイトウィーク」の2日目に開催された本大会ではヨエル・ロメロとロバート・ウィテカーによるUFC世界ミドル級暫定王座決定戦が行われ、ウィテカーが判定勝利を収め暫定王座獲得に成功した。
キャリア9戦全勝のトレビン・ジャイルズがUFCデビュー。

## 試合結果

### アーリープレリム
第1試合 ライトヘビー級 5分3R
○  トレビン・ジャイルズ vs.  ジェームズ・ボクノビック ×
2R 2:54 KO（パウンド）
第2試合 フェザー級 5分3R
○  コーディー・スタマン vs.  テリオン・ウェア ×
3R終了 判定3-0（30-27、30-27、29-28）

### プレリミナリーカード
第3試合 ウェルター級 5分3R
○  ベラル・ムハマッド vs.  ジョーダン・メイン ×
3R終了 判定3-0（29-28、29-28、30-27）
第4試合 ミドル級 5分3R
○  チアゴ・サントス vs.  ジェラルド・マーシャート ×
2R 2:04 TKO（パウンド）
第5試合 ウェルター級 5分3R
○  チャド・ラプリーズ vs.  ブライアン・カモージー ×
3R 1:27 TKO（パウンド）
第6試合 ヘビー級 5分3R
○  アレクセイ・オレイニク vs.  トラヴィス・ブラウン ×
2R 3:44 リアネイキッドチョーク

### メインカード
第7試合 バンタム級 5分3R
○  ロブ・フォント vs.  ダグラス・シウバ・ジ・アンドラージ ×
2R 4:36 ギロチンチョーク
第8試合 ライト級 5分3R
○  アンソニー・ペティス vs.  ジム・ミラー ×
3R終了 判定3-0（30-27、30-27、30-27）
第9試合 ヘビー級 5分3R
○  カーティス・ブレイズ vs.  ダニエル・オミランチェク ×
3R終了 判定3-0（30-27、30-27、30-27）
第10試合 ヘビー級 5分3R
○  アリスター・オーフレイム vs.  ファブリシオ・ヴェウドゥム ×
3R終了 判定2-0（28-28、29-28、29-28）
第11試合 UFC世界ミドル級暫定王座決定戦 5分5R
○  ロバート・ウィテカー vs.  ヨエル・ロメロ ×
5R終了 判定3-0（48-47、48-47、48-47）
※ウィテカーが王座の獲得に成功。

### 各賞
ファイト・オブ・ザ・ナイト： ロバート・ウィテカー vs. ヨエル・ロメロ
パフォーマンス・オブ・ザ・ナイト： ロブ・フォント、チャド・ラプリーズ
各選手にはボーナスとして5万ドルが授与された。

### カード変更
負傷などによるカードの変更は以下の通り。